# Uberto Mori
Uberto Mori (Modena, 28 gennaio 1926 – Pavia, 6 settembre 1989) è stato un ingegnere italiano, fondatore del “Gruppo Mori” e della Televisione Antenna 1 di Modena.
La Chiesa cattolica gli riconosce il titolo di Servo di Dio e Venerabile  in quanto è in corso la fase diocesana della causa di beatificazione.

## Biografia
Nato a Modena nel 1926, si laurea in ingegneria nel 1959, emerge come ingegnere e professore universitario dal 1962 al 1969 con l'insegnamento di “Forni industriali e Tecnologie delle alte temperature”.  Nel 1967 fonda la società “Forni impianti industriali ceramici Mori”. Capace e responsabile imprenditore nel mondo diviene terziario francescano. Presso il santuario di Nostra Signora della Salute di Puianello di Modena partecipa ad opere missionarie ed attraverso l'emittente da lui fondata, Antenna 1, annuncia il Vangelo.
Muore il 6 settembre 1989.

## Causa di beatificazione
- Il 7 dicembre 1997 il vescovo di Modena Benito Cocchi dà il via alla causa di beatificazione aprendo l'inchiesta diocesana.
- Il 12 giugno 2014 Papa Francesco ha autorizzato l'iscrizione di Uberto Mori nell'elenco dei Beati, proclamandolo Venerabile